# Bahía del Yana
La bahía del Yana, a veces también golfo (en ruso: Янский залив,  Yanskiy Zaliv) es una amplia bahía localizada en la parte septentrional de Siberia, la bahía más importante del mar de Láptev. Administrativamente, la bahía de Yana pertenece a la República de Saja (Yakutia) de la Federación Rusa.
Está situada entre el cabo Buor-Khaya, en su lado oeste, y la bahía Ebelyakh, en su extremo oriental. El principal río que desemboca en la bahía, y que le da nombre, es el río Yana (de 872 km de longitud y que drena una gran cuenca de 280.000 km²), que forma un enorme delta fluvial (10.200 km²) que ocupa gran parte de la costa de la bahía. El mar en este amplio golfo se congela durante unos nueve meses al año y a menudo, cuando está libre la navegación se ve obstruida por la existencia de grandes témpanos de hielo.
La isla Yarok es la mayor isla de la bahía, una gran isla llana situada al este de la desembocadura principal del Yana. Otras islas importantes son Makar y las islas Shelonsky. Al este de estas islas se encuentra un entrante profundo que se interna hacia el sur, conocido como Sellyakhskaya Guba.

## Historia
La región del delta Yana es uno de los primeros sitios en los que hay evidencias de asentamientos humanos en el Ártico, que datan de hace 30 000 años (12.000 años antes del último período de glaciación, o último máximo glacial).
En 1634, Ilya Perfilyev (1583-1659) encabezó un grupo de comerciantes y cosacos de Tobolsk en busca de las tierras del noreste. Junto con el destacamento de Ivan Rebrov (?-1666), descienden desde Zhigansk en kochi unos 800 km el Lena por vez primera hasta la boca, que exploran. Navegando hacia el oeste a lo largo de la costa norte de la moderna Yakutia, en 1634 descubren la bahía Olenek con el río Olenyok y hacia el este el río Yana y las tierras bajas de Yano-Indigirskaya. Desde los cuarteles de invierno allí fundados hasta el verano de 1637, Rebrov recaudó yasak de los evenkis, y en septiembre se unió al destacamento de Perfiliev en el Yana. En el otoño de 1638, completó el descubrimiento de la bahía del Yana, fue el primero en cruzar el estrecho de Dmitri Láptev, navegó en el mar de Siberia Oriental y descubrió la desembocadura del Indigirka. Remontó el río 600 km, abriendo el extremo oriental de las tierras bajas de Yano-Indigirskaya, estableciendo una cabaña de invierno en la confluencia del Uyandina. Durante más de dos años recogió yasak de los evenkis y yakutos de las tierras bajas de Abyisky, y en el verano de 1641 regresó por la misma ruta al Lena.
En 1712 Yakov Permyakov y su compañero Merkury Vagin, fueron los primeros exploradores conocidos que exploraron el área. Cruzaron en trineos tirados por perros las aguas congeladas de la bahía, desde la desembocadura del río Yana hasta la no lejana isla Gran Liajovski, para explorar la hasta entonces desconocida isla. Desafortunadamente, Permyakov y Vagin al regresar de su exploración, fueron asesinados por miembros amotinados de la expedición.
En 1892-94, el barón Eduard Toll, líder de una expedición de la Academia Imperial Rusa de Ciencias, acompañado por Alexander von Bunge, llevó a cabo los estudios geológicos en la zona como parte de una amplia campaña que incluía las cuencas del Yana, el Indigirka y el Kolyma.